# Comité Internacional para la Conservación del Patrimonio Industrial

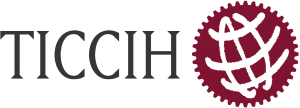
Logo del Comité Internacional para la Conservación del Patrimonio Industrial

El Comité Internacional para la Conservación del Patrimonio Industrial (en inglés: The International Committee for the Conservation of the Industrial Heritage, abreviado TICCIH) es una organización internacional fundada en 1973, orientada a la preservación de la herencia cultural de la industria y la sociedad industrial, incluyendo la arqueología industrial.

## Historia
La organización se fundó en ocasión de un congreso de especialistas que hubo en Ironbridge, Reino Unido, lugar considerado como la cuna de la Revolución industrial.
Esta organización había ya empezado a hacer sus primeros pasos paralelamente con la creación del Ironbridge Gorge Museum Trust (1973). 
Hoy es la única red mundial de especialistas del patrimonio industrial.
Uno de los pilares de sus actividades es la organización cada tres años (a veces cada dos) de una conferencia plenaria en diversos países del mundo, y de los encuentros científicos profesionales y fórums en los cuales se ha desarrollado una red de contactos interpersonales e institucionales. A 2006 ya se han realizado 13 congresos.
A partir de un pequeño grupo de naciones pioneras se ha difundido el concepto, el estudio y la promoción de la arqueología industrial y de su patrimonio, gracias a las aportaciones de las universidades, de las asociaciones, de los organismos públicos de la cultura, de los museos y de las empresas.
El Comité es una fuerza intelectual de especialistas convencidos de la necesidad de incluir en el campo de la cultura patrimonial, los campos de la historia de la técnica, la historia social y arquitectónica de la industria. También es un instrumento de comunicación eficaz, y una red que acoge actualmente la participación de 60 naciones y 500 miembros.
Por su valor altamente representativo el Comité es desde finales de la década de 1980, organismo consultor del Patrimonio Mundial de la Humanidad del Consejo Internacional para la conservación y la restauración de monumentos y sitios (ICOMOS) de la Unesco, para la selección de los monumentos, sitios y paisajes de la industria y de la industrialización y así incluirlos en la lista del Patrimonio.

### Ticcih España
La sede de la sección española de Ticcih se encuentra en la ciudad asturiana de Gijón. Realiza un congreso de expertos cada cuatro años en diferentes ciudades españolas.